# Otto Kunze (Politiker)
Otto Kunze (* 17. März 1884 in Löbschütz bei Leipzig; † nach 1933) war ein deutscher Politiker (USPD/VKPD/KAG/SPD). Er war Abgeordneter des Preußischen Landtages.

## Leben
Kunze besuchte die Volksschule und absolvierte eine Lehre zum Schlosser und Dreher. Anschließend arbeitete er bis 1918 in diesen Berufen. Von November 1918 bis September 1919 war Kunze hauptamtlicher Angestellter des Deutschen Metallarbeiter-Verbandes in Leipzig.
1917 trat er der Unabhängigen Sozialdemokratischen Partei Deutschlands (USPD) bei. Im April 1919 war er Delegierter auf dem 2. Reichsrätekongress in Berlin. Von Oktober 1919 bis 1921 war er Parteisekretär der USPD bzw. – seit der Vereinigung des linken Flügels der USPD mit der KPD – der Vereinigten Kommunistischen Partei Deutschlands (VKPD) in Remscheid. Im Februar 1921 wurde Kunze für die VKPD im Wahlkreis Düsseldorf-Ost in den Preußischen Landtag gewählt, dem er bis Ende 1924 angehörte.
In der (V)KPD galt Kunze als Vertreter des rechten Flügels. So lehnte er – wie auch Paul Levi – 1921 die März-Aktion ab. Im Oktober 1921 trat Kunze zur Kommunistischen Arbeitsgemeinschaft (KAG) über, schloss sich im Mai 1922 wieder der USPD an und wechselte im September 1922 schließlich zur SPD.
Kunze war später in Stralsund tätig und fungierte von Juli 1923 bis 1928 als Gauleiter des Landarbeiterverbandes mit Sitz in Stettin. Von 1928 bis 1930 war er städtischer Angestellter in Köslin und von 1931 bis 1933 Leiter des Arbeitsamtes in Stolp.
Über das weitere Leben Kunzes war nichts zu ermitteln.